# Ponta Eromauco
Ponta Eromauco ist ein Kap auf der osttimoresischen Insel Atauro, die der Landeshauptstadt Dili vorgelagert ist. Es liegt im Suco Maquili und bildet den südlichsten Punkt der Insel. Westlich befindet sich das Dorf Nameta, an der gleichnamigen Bucht.